# De bevrijding van Fort de France
De bevrijding van Fort de France (Frans: Barbe-Rouge à la rescousse) is het 12e verhaal uit de Belgische stripreeks Roodbaard van Jean-Michel Charlier en Victor Hubinon. Het werd in 1972 uitgebracht als album en is een rechtstreeks vervolg op album #11, De kaperbrief. Nadat Roodbaard in het voorgaande album niet aan bod kwam dook hij nu ook pas vrij op het einde op en had hij opnieuw een klein aandeel in het verhaal. 

## Het verhaal
Fort-de-France wordt nog steeds belegerd door de Engelsen. Erik weet de blokkade te doorbreken en zeilt naar San Juan, waar hij de hulp van zijn vader Roodbaard wil inroepen. De Fransen hebben graaf d'Espargel met hem meegestuurd, zonder te weten dat deze een spion is. In San Juan laat d'Espargel Driepoot oppakken en ook met Baba weet hij af te rekenen.
Er wordt een ontmoeting geregeld bij Saint Croix, waar blijkt dat d'Espargel hen heeft verraden: een Engels eskader nadert het eiland. Roodbaard weet te ontsnappen en laat d'Espargel ophangen. Daarna begint hij de Engelse kolonies een voor een te plunderen en plat te branden. Binnen een week worden de Engelse schepen rond Fort-de-France teruggetrokken om de kolonies te beschermen. Fort-de-France is bevrijd.